# Luftröhrenkrebs

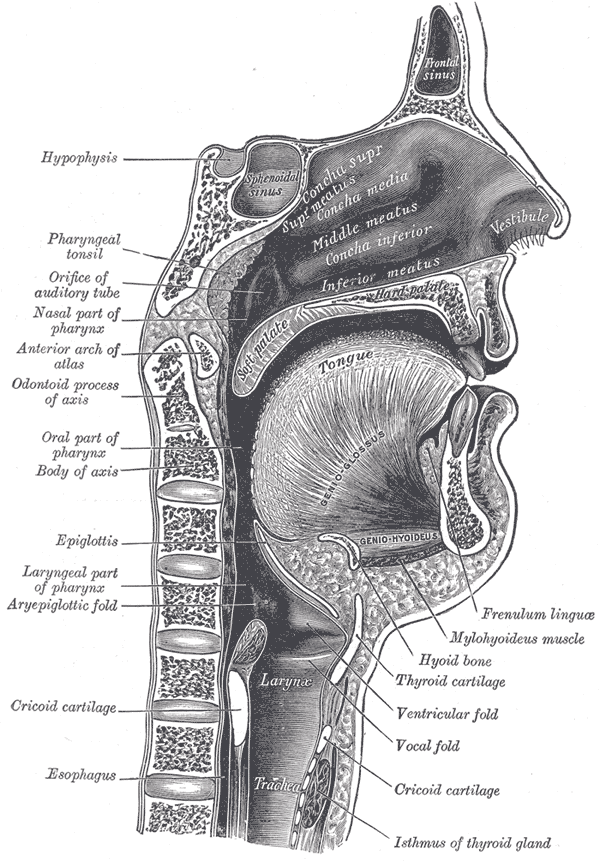
Die Lage der Luftröhre (unten in der Bildmitte)

Die Luftröhre, mit Kehlkopf (oben) und Bronchialsystem

Luftröhrenkrebs (auch Tracheakarzinom, seltener Trachealkarzinom) ist eine seltene, zu den Kopf-Hals-Tumoren gehörende, Krebserkrankung der Luftröhre (Trachea). In der Mehrzahl treten dabei epidermoide Tumoren, gefolgt von Adenokarzinomen auf.

## Epidemiologie
Luftröhrenkrebs ist eine ausgesprochen seltene Erkrankung. Starben nach Angaben des Statistischen Bundesamtes im Jahr 2006 über 40.000 Bundesbürger an Lungenkrebs, so starben lediglich 40 an Luftröhrenkrebs. Die Inzidenz liegt bei etwa 1 pro 1.000.000 Einwohner.

## Ätiologie
Die Entstehung einer Krebserkrankung der Luftröhre wird im Allgemeinen in unmittelbarem Zusammenhang mit einem vorausgegangenen Tabakmissbrauch gesehen. Aufgrund der sehr niedrigen Inzidenz sind statistisch abgesicherte Studien, die den Zusammenhang zu anderen Expositionen herstellen könnten, nahezu unmöglich durchführbar.

Im Dezember 2004 entschied das Landessozialgericht (LSG) Nordrhein-Westfalen in Essen, dass ein durch Asbestfasern verursachter Luftröhrenkrebs als Berufskrankheit anerkannt werden kann, wenn eigenwirtschaftliche Risikofaktoren in Form von Alkohol- oder Zigarettenkonsum nicht vorliegen.

## Therapie
Bezüglich der Behandlung des Luftröhrenkrebses liegen, bedingt durch die geringe Inzidenz, nur wenig Erfahrungswerte vor.
Wie bei vielen Krebserkrankungen mit soliden Tumoren üblich, kommen drei Therapieformen zur Anwendung.
1. Bei der Behandlung mittels Strahlentherapie werden kurative Dosen im Bereich von 64 bis 70 Gray mit einer Einzeldosis von 2 Gray gewählt.[4]
2. Chirurgische Entfernung (Resektion) des Tumors
3. Chemotherapie